# Georges Parent (avocat)
Pour l’article homonyme, voir Parent.
Georges Parent, né le 15 décembre 1879 et mort le 14 décembre 1942, est un avocat et homme politique canadien.

## Biographie

### Jeunesse et études
Né à Québec, il est le fils de Simon-Napoléon Parent, 12e premier ministre du Québec. Son frère, Charles Parent, est député fédéral de Québec-Ouest-et-Sud. Il étudia à l'Université Laval et fut admis au Barreau du Québec en 1904. Il joignit ensuite la firme Fiztpatrick, Parent, Taschereau, Roy et Cannon de Québec.

### Carrière politique
Élu député du Parti libéral du Canada dans la circonscription fédérale de Montmorency en 1904, il fut réélu en 1908. Défait par le Rodolphe Forget en 1911, il revint en tant que Libéraux de Laurier en 1917 dans Québec-Ouest. Réélu en 1921, 1925 et en 1926, il ne se représenta pas en 1930 pour accepter le poste offert par le premier ministre William Lyon Mackenzie King de sénateur de la division de Kennebec. Il devint président du Sénat en 1940 et le demeurera jusqu'à son décès en 1942.

### Archives
- Le fonds d'archives de Georges Parent est conservé au centre d'archives de Québec de Bibliothèque et Archives nationales du Québec[1].